# Сцены в магазине
«Сцены в магазине» — кинофильм.

## Сюжет
Адвокат Ник Файфер (Вуди Аллен) и автор бестселлера о супружеской жизни Дебора (Бетт Мидлер) счастливы вместе и собираются отметить 16-летие своего брака. Во время покупок в торговом центре Ник признаётся Деборе в том, что у него были связи на стороне. Дебора шокирована и требует развода, но потом успокаивается, прощает Ника и… признаётся ему в том, что связь на стороне была и у неё. Роли меняются и на сей раз уже Ник требует развода.

## Производство
Фильм снимался в Stamford Town Center в городе Стэмфорд (Коннектикут, США) и в Beverly Center в городе Лос-Анджелес (Калифорния, США).

## В ролях
- Бетт Мидлер — Дебора Файфер
- Вуди Аллен — Ник Файфер
- Билл Ирвин — Мим